# アキュムレータ (機械)

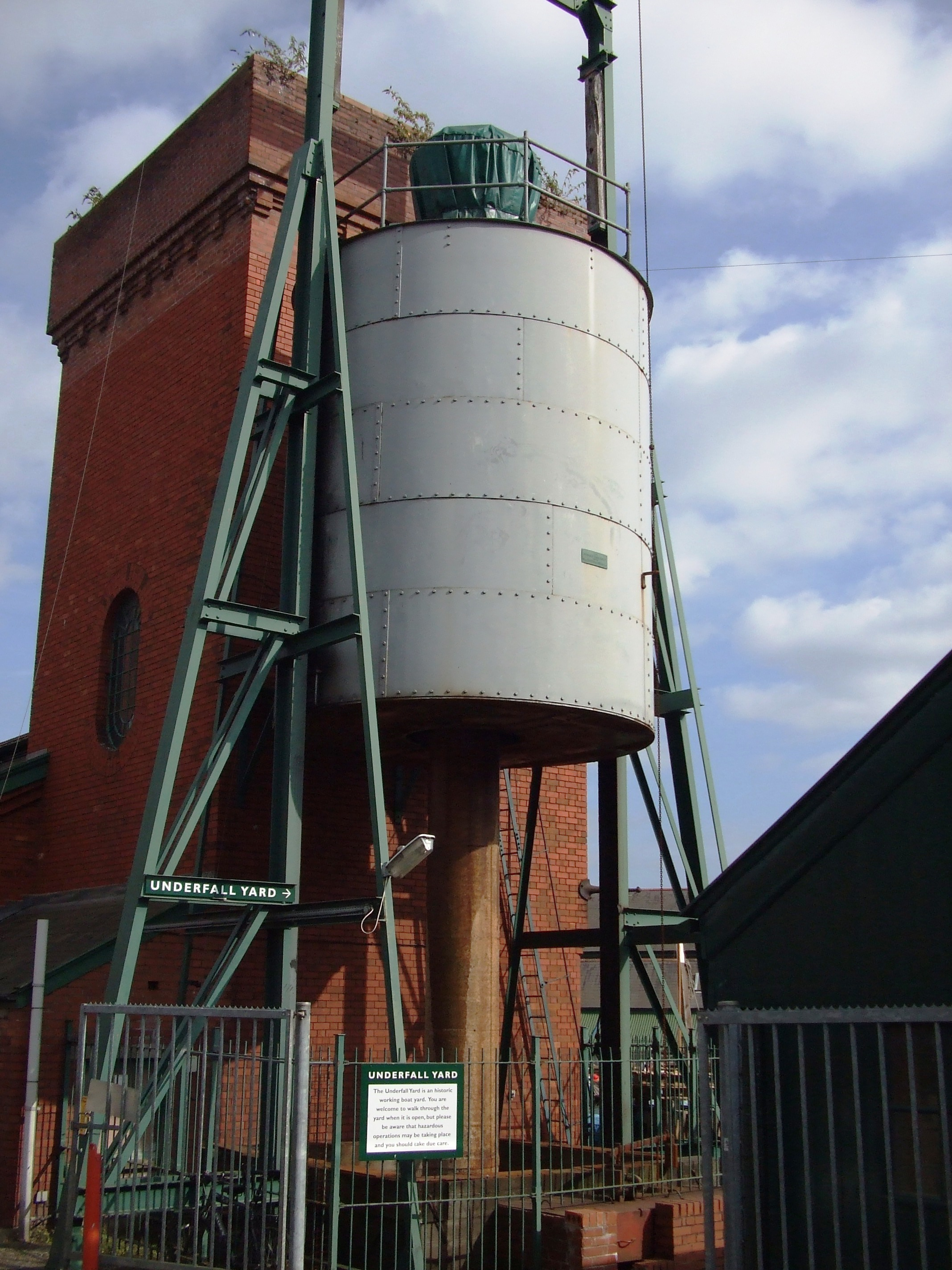
ブリストル・ドックに残る水アキュムレータ

アキュムレータ（英語: hydraulic accumulator）とは、油圧系や空圧系の流体機器に使われる装置の一つで、流体の圧力を利用して仕事に供給する高圧流体を蓄えておく装置のこと。ACCと略されることもある。蓄圧器ともいう。

## 構造
代表的なアキュムレータとしてブラダ形アキュムレータの構造を下図に示す。ブラダ（袋）方式のほかにダイヤフラム（隔膜）方式やピストン方式で作動するアキュムレータもあり、それぞれ特性が異なるが、ガスの圧縮・膨張作用を使うところは共通する。
容器内部にはゴム膜等に封入した蓄圧気体（例、窒素）が充填されており、ポンプから吐出された余剰流体（油圧系であれば作動油、空圧系であれば空気や窒素などの気体）を弁などで封じ込めて蓄積し、その後、弁解放などにより流体を開放してやるとアキュムレータの中に入っていた流体が、蓄圧気体の膨張する力によって流体を瞬間的に押し出して放出する。このバネのように元圧を蓄え、ポンプ停止時などに放出することで緊急動作等の圧力を供給しエネルギー源とすることができる。
主にポンプや圧力モーターのサイズを小さくしたり、緊急時の補助動力源、内燃機関のハイドロリックスターター、アクチュエータの高速作動時におけるポンプ吐出の補助、圧力タンクからの配管が長い場合の圧力・流量補償、油圧システムの「省エネルギー」や「圧力保持」、サージタンクのようにポンプの「脈動吸収」や配管内の「衝撃吸収」などに利用される。 
現在一般に使用されているアキュムレータは、殆どがその中に窒素ガスを充填する「液／ガス」タイプのものである。窒素ガスを封入して使用する圧力容器なので、日本国内においては高圧ガス保安法の適用を受ける。そのため製造者（メーカー）には設計・製造・検査に対する細かな規制があり、厳しい安全管理が要求されている。
アキュムレータが正常であるかのチェックは外観から判断するのは難しい。封入ガスが抜けたり、ゴム膜が破れるなどの不具合に対するチェックが必要である。また、ポンプが停止中もアキュムレータに接続された配管ラインには圧力がかかり続けるため、配管を分解するような工事の前には流体側の残圧を抜いてやる必要がある。このため、本体の流体タンクは配管やアクチュエータの容積のほか、アキュムレータから戻る流体も収容できる容積が必要である。

## 応用
油圧システムの省エネルギーを図る油圧のアイドリングストップ方式
必要な油量が少ない時は事前に蓄積されたアキュムレータから供給し、その間は完全に電動機を停止させることによって省エネルギー化を行う。ポンプからアキュムレータへの蓄積は、高いポンプのエネルギー効率で行われるため、油量の供給が優れたエネルギー効率で実施される。一般的な油圧装置であれば、アキュムレータ、圧力スイッチ、リレー回路を追加することによって、アイドリングストップ方式運転が可能になる。使用するアキュムレータ容積は、コストとエネルギー削減効果を十分考慮した上で選定する必要がある。

## 注意事項
窒素ガスの注入忘れやガス封入用のゴム膜等の破れがある場合には性能が出ないため、最終的な試運転確認が必要となる。
圧力ガスを充填する機器であるため、関連する法令を遵守する必要がある。日本では高圧ガス保安法か労働安全衛生法のいずれかが適用される。国外の事例としては、EUでは圧力容器指令（2014/68/EU）・移動式圧力機器指令 (2010/35/EU）・簡易圧力容器指令 (2014/29/EU）と各国個別の法令が適用される。

## その他

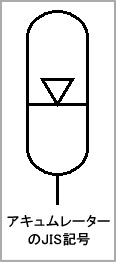
アキュムレータのJIS記号
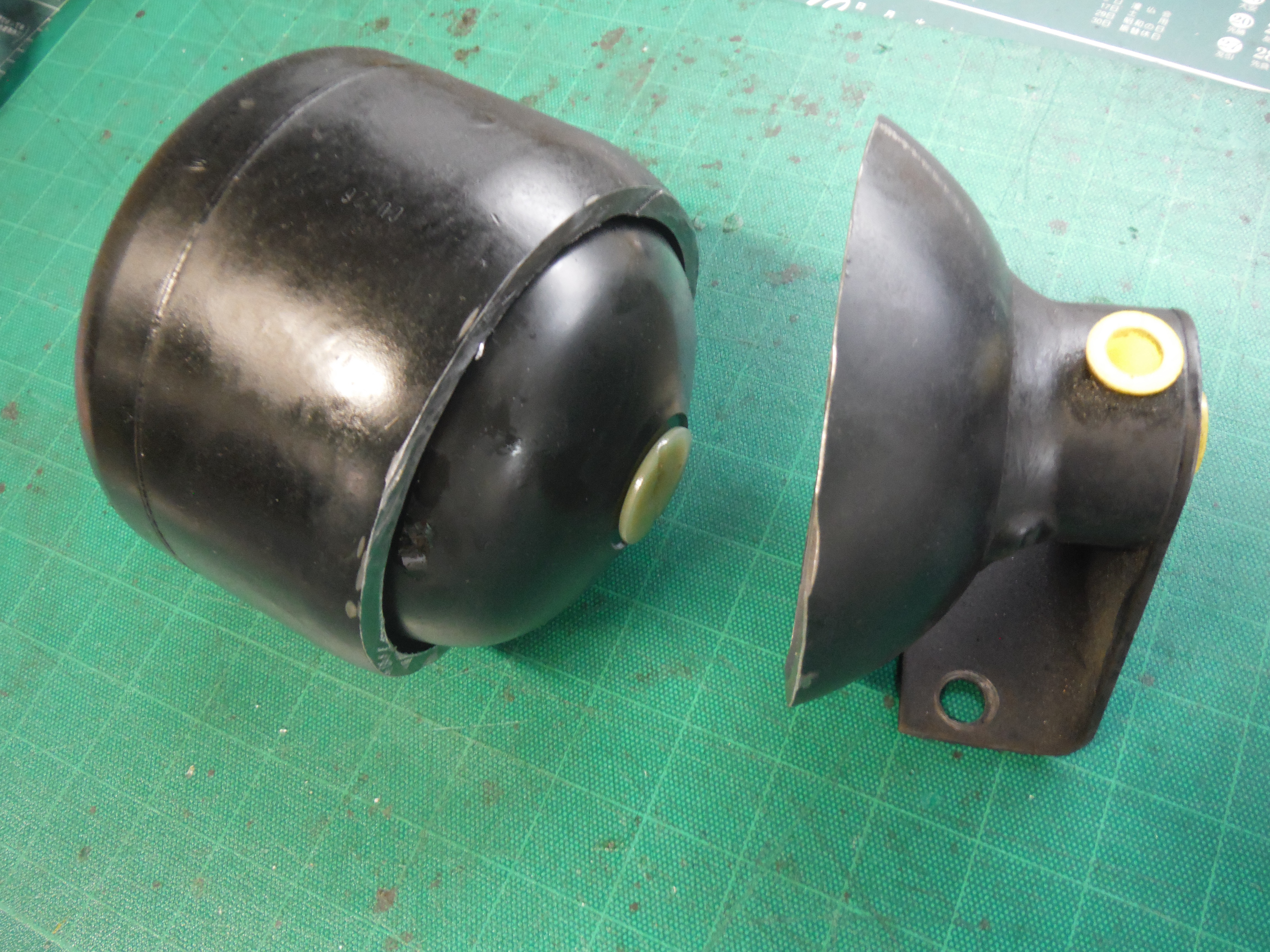
自動車（メルセデスベンツS123）のリヤサスペンションの油圧式レベライザシステムに使用されているアキュムレータをカットしたもの。内部の風船状のものがブラダ。右側の黄色い保護プラグを挿入された部分が給排油孔。
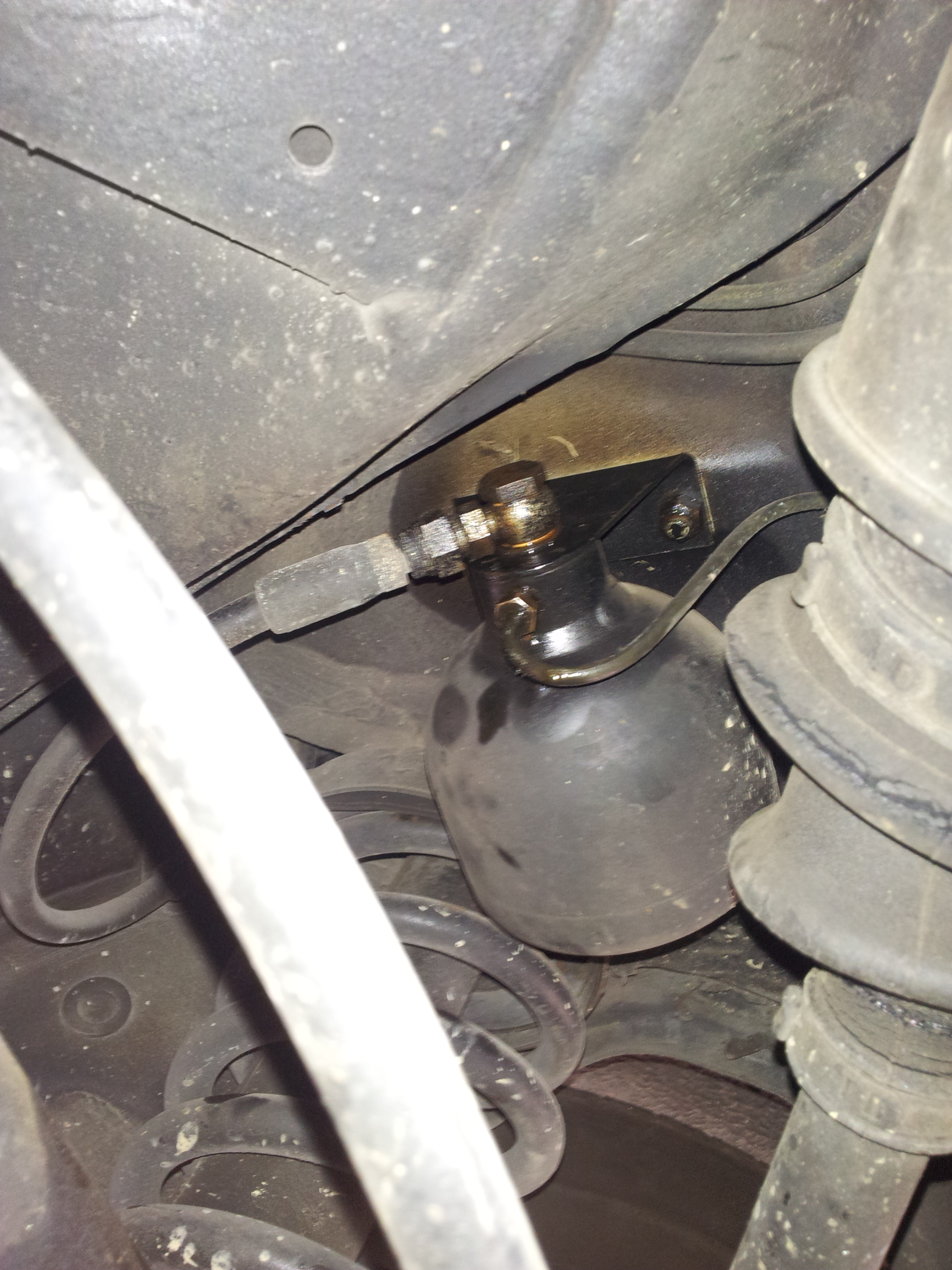
自動車（メルセデスベンツS123）のリヤサスペンションの油圧式レベライザシステムに使用されているアキュムレータ